# Cmentarz żydowski w Wińsku
Cmentarz żydowski w Wińsku – znajduje się przy ulicy Piłsudskiego. Został otwarty w 1828, do roku 1914 pochowano na nim około sześćdziesięciu osób. Zajmuje powierzchnię 0,7 ha. Zachowało się około 35 nagrobków. Uwagę zwraca piękny nagrobek w kształcie pnia dębowego. Większość inskrypcji jest mieszana, hebrajsko-niemiecka.